# گنار نیلسون
گنار نیلسون (به انگلیسی: Gunnar Nielsen) متولد (۷ اکتبر ۱۹۸۶) در فارو دروازه بان فوتبال است و در باشگاه‌های بولد کلابن، بلکبرن ، منچستر سیتی بازی کرده‌است. او هم چنین تا کنون ۷ بازی ملی برای تیم ملی فوتبال جزایر فارو انجام داده‌است.